# مارتن إم. سولومون
مارتن إم. سولومون هو قاضي وسياسي أمريكي، ولد في 24 يناير 1950. انتخب عضو مجلس ولاية نيويورك ‏.